# Temporada 1967 de las Grandes Ligas de Béisbol
La Temporada 1967 de las Grandes Ligas de Béisbol comenzó el 10 de abril y finalizó el 12 de octubre cuando St. Louis Cardinals derrotó en 7 juegos a Boston Red Sox en la Serie Mundial.
Fue la primera aparición en la Serie Mundial de los Red Sox en 21 años. Después de la temporada, Kansas City Athletics se trasladó a Oakland.
El Juego de las Estrellas fue disputado el 11 de julio en el Anaheim Stadium y fue ganado por la Liga Nacional con un marcador de 2-1 en 15 entradas.

## Premios y honores
- MVP
  - Carl Yastrzemski, Boston Red Sox (AL)
  - Orlando Cepeda, St. Louis Cardinals (NL)
- Premio Cy Young
  - Jim Lonborg, Boston Red Sox (AL)
  - Mike McCormick, San Francisco Giants (NL)
- Novato del año
  - Rod Carew, Minnesota Twins (AL)
  - Tom Seaver, New York Mets (NL)

## Temporada Regular
| Liga Americana        | Liga Americana | Liga Americana | Liga Americana | Liga Americana | Liga Americana | Liga Americana |
| Equipo                | V              | D              | CTE            | JD             | LOCAL          | VISITA         |
| --------------------- | -------------- | -------------- | -------------- | -------------- | -------------- | -------------- |
| Boston Red Sox        | 92             | 70             | 0.568          | —              | 49–32          | 43–38          |
| Detroit Tigers        | 91             | 71             | 0.562          | 1              | 52–29          | 39–42          |
| Minnesota Twins       | 91             | 71             | 0.562          | 1              | 52–29          | 39–42          |
| Chicago White Sox     | 89             | 73             | 0.549          | 3              | 49–33          | 40–40          |
| California Angels     | 84             | 77             | 0.522          | 7½             | 53–30          | 31–47          |
| Washington Senators   | 76             | 85             | 0.472          | 15½            | 40–40          | 36–45          |
| Baltimore Orioles     | 76             | 85             | 0.472          | 15½            | 35–42          | 41–43          |
| Cleveland Indians     | 75             | 87             | 0.463          | 17             | 36–45          | 39–42          |
| New York Yankees      | 72             | 90             | 0.444          | 20             | 43–38          | 29–52          |
| Kansas City Athletics | 62             | 99             | 0.385          | 29½            | 37–44          | 25–55          |

| Liga Nacional         | Liga Nacional | Liga Nacional | Liga Nacional | Liga Nacional | Liga Nacional | Liga Nacional |
| Equipo                | V             | D             | CTE           | JD            | LOCAL         | VISITA        |
| --------------------- | ------------- | ------------- | ------------- | ------------- | ------------- | ------------- |
| St. Louis Cardinals   | 101           | 60            | 0.627         | —             | 49–32         | 52–28         |
| San Francisco Giants  | 91            | 71            | 0.562         | 10½           | 51–31         | 40–40         |
| Chicago Cubs          | 87            | 74            | 0.540         | 14            | 49–34         | 38–40         |
| Cincinnati Reds       | 87            | 75            | 0.537         | 14½           | 49–32         | 38–43         |
| Philadelphia Phillies | 82            | 80            | 0.506         | 19½           | 45–35         | 37–45         |
| Pittsburgh Pirates    | 81            | 81            | 0.500         | 20½           | 49–32         | 32–49         |
| Atlanta Braves        | 77            | 85            | 0.475         | 24½           | 48–33         | 29–52         |
| Los Angeles Dodgers   | 73            | 89            | 0.451         | 28½           | 42–39         | 31–50         |
| Houston Astros        | 69            | 93            | 0.426         | 32½           | 46–35         | 23–58         |
| New York Mets         | 61            | 101           | 0.377         | 40½           | 36–42         | 25–59         |

## Postemporada
NL St. Louis Cardinals (4) vs. AL Boston Red Sox (3)
|                                           |
| Campeón St. Louis Cardinals Octavo Título |

## Líderes de la liga

### Liga Americana
Líderes de Bateo 
| Categoría           | Jugador                           | Equipo  | Marca |
| ------------------- | --------------------------------- | ------- | ----- |
| Porcentaje de bateo | Carl Yastrzemski                  | BOS     | .326  |
| Cuadrangulares      | Carl Yastrzemski Harmon Killebrew | BOS MIN | 44    |
| Carreras Impulsadas | Carl Yastrzemski                  | BOS     | 121   |
| Carreras Anotadas   | Carl Yastrzemski                  | BOS     | 112   |
| Hits                | Carl Yastrzemski                  | BOS     | 189   |
| Robo de Bases       | Bert Campaneris                   | KCA     | 55    |

Líderes de Pitcheo 
| Categoría         | Jugador                 | Equipo  | Marca |
| ----------------- | ----------------------- | ------- | ----- |
| Victorias         | Earl Wilson Jim Lonborg | DET BOS | 22    |
| Derrotas          | George Brunet           | CAL     | 19    |
| ERA               | Joe Horlen              | CHW     | 2.06  |
| Ponches           | Jim Lonborg             | BOS     | 246   |
| Entradas Lanzadas | Dean Chance             | MIN     | 283.2 |
| Juegos salvados   | Minnie Rojas            | CAL     | 27    |

### Liga Nacional
Líderes de Bateo 
| Categoría           | Jugador              | Equipo  | Marca |
| ------------------- | -------------------- | ------- | ----- |
| Porcentaje de bateo | Roberto Clemente     | PIT     | .357  |
| Cuadrangulares      | Hank Aaron           | ATL     | 39    |
| Carreras Impulsadas | Orlando Cepeda       | STL     | 111   |
| Carreras Anotadas   | Lou Brock Hank Aaron | STL ATL | 113   |
| Hits                | Roberto Clemente     | PIT     | 209   |
| Robo de Bases       | Lou Brock            | STL     | 52    |

Líderes de Pitcheo 
| Categoría         | Jugador        | Equipo | Marca |
| ----------------- | -------------- | ------ | ----- |
| Victorias         | Mike McCormick | SFG    | 22    |
| Derrotas          | Jack Fisher    | NYM    | 18    |
| ERA               | Phil Niekro    | ATL    | 1.87  |
| Ponches           | Jim Bunning    | PHIG   | 253   |
| Entradas Lanzadas | Jim Bunning    | PHIG   | 302.1 |
| Juegos salvados   | Ted Abernathy  | CIN    | 28    |